# Saint-Jean-de-l'Île-d'Orléans
Saint-Jean-de-l'Île-d'Orléans es un municipio canadiense situado en la provincia de Quebec.

## Superficie
Saint-Jean-de-l'Île-d'Orléans tiene una superficie de 43,48 km².

## Demografía
En 2021, tenía 1026 habitantes, una densidad poblacional de 23,6 hab./km², y 639 viviendas.